# ۷۴۰ (قمری)
۷۴۰ (قمری)، هفتصد و چهلمین سال در گاهشماری هجری قمری است. اول محرم این سال برابر با هفدهم ژوئیه سال ۱۳۳۹ میلادی است.

## رویدادها
- نگارش کتاب نزهةالقلوب توسط حمدالله مستوفی.

## وابسته
- سفیدرود
- آل اینجو
- سید شریف گرگانی